# Mutatocoptops anulicornis
Mutatocoptops anulicornis là một loài bọ cánh cứng trong họ Cerambycidae.